# Conus aristophanes
Conus aristophanes é uma espécie de gastrópode do gênero Conus, pertencente à família Conidae.